# 1543 Bourgeois
1543 Bourgeois eller 1941 SJ är en asteroid i huvudbältet som upptäcktes 21 september 1941 av den belgiske astronomen Eugène Joseph Delporte i Uccle. Det har fått sitt namn efter den belgiske astronomen Paul Bourgeois.
Asteroiden har en diameter på ungefär 11 kilometer.